# Korobari
Korobari (en népalais : कोरोबारी) est un comité de développement villageois du Népal situé dans le district de Jhapa. Au recensement de 2011, il comptait 6 026 habitants.